# Aphelonema raniformis
Aphelonema raniformis är en insektsart som först beskrevs av Étienne Mulsant och Claudius Rey 1855.  Aphelonema raniformis ingår i släktet Aphelonema och familjen Caliscelidae.
Artens utbredningsområde är Frankrike. Inga underarter finns listade i Catalogue of Life.